# Coppa del Mondo di sci alpino 1971
La Coppa del Mondo di sci alpino 1971 fu la quinta edizione della manifestazione organizzata dalla Federazione internazionale sci.
La stagione maschile ebbe inizio il 13 dicembre 1970 a Sestriere, in Italia, e si concluse il 14 marzo 1971 a Åre, in Svezia; furono disputate 24 gare (7 discese libere, 8 slalom giganti, 9 slalom speciali), in 13 diverse località. L'italiano Gustav Thöni si aggiudicò sia la Coppa del Mondo generale, sia quella di slalom gigante (quest'ultima a pari merito con il francese Patrick Russel); lo svizzero Bernhard Russi vinse la Coppa di discesa libera e il francese Jean-Noël Augert quella di slalom speciale. L'austriaco Karl Schranz era il detentore uscente della Coppa generale.
La stagione femminile ebbe inizio il 12 dicembre 1970 a Bardonecchia, in Italia, e si concluse il 14 marzo 1971 a Åre, in Svezia; furono disputate 23 gare (6 discese libere, 8 slalom giganti, 9 slalom speciali), in 14 diverse località. L'austriaca Annemarie Moser-Pröll si aggiudicò sia la Coppa del Mondo generale, sia quelle di discesa libera e di slalom gigante; la canadese Betsy Clifford e la francese Britt Lafforgue vinsero, a pari merito, quella di slalom speciale. La francese Michèle Jacot era la detentrice uscente della Coppa generale.

## Uomini

### Risultati
| Data             | Località             | Nazione        | Pista                   | Spec. | Primo                | Secondo              | Terzo                |
| ---------------- | -------------------- | -------------- | ----------------------- | ----- | -------------------- | -------------------- | -------------------- |
| 13 dicembre 1970 | Sestriere            | Italia         | Kandahar Banchetta      | DH    | Henri Duvillard      | Bernard Orcel        | Karl Schranz         |
| 17 dicembre 1970 | Val-d'Isère          | Francia        | Solaise                 | GS    | Patrick Russel       | Jean-Noël Augert     | Gustav Thöni         |
| 20 dicembre 1970 | Val-d'Isère          | Francia        | Oreiller-Killy          | DH    | Karl Cordin          | Bernard Orcel        | Karl Schranz         |
| 5 gennaio 1971   | Berchtesgaden        | Germania Ovest | Loipl                   | GS    | Edmund Bruggmann     | Patrick Russel       | David Zwilling       |
| 6 gennaio 1971   | Berchtesgaden        | Germania Ovest | Loipl                   | SL    | Jean-Noël Augert     | Heini Messner        | Max Rieger           |
| 9 gennaio 1971   | Madonna di Campiglio | Italia         | 3-Tre                   | GS    | Henri Duvillard      | Patrick Russel       | Gustav Thöni         |
| 10 gennaio 1971  | Madonna di Campiglio | Italia         | 3-Tre                   | SL    | Gustav Thöni         | Jean-Noël Augert     | Patrick Russel       |
| 16 gennaio 1971  | Sankt Moritz         | Svizzera       |                         | DH    | Walter Tresch        | Bernhard Russi       | Andreas Sprecher     |
| 17 gennaio 1971  | Sankt Moritz         | Svizzera       |                         | SL    | Tyler Palmer         | Harald Rofner        | Gustav Thöni         |
| 18 gennaio 1971  | Adelboden            | Svizzera       | Chuenisbärgli           | GS    | Patrick Russel       | Gustav Thöni         | Henri Duvillard      |
| 24 gennaio 1971  | Kitzbühel            | Austria        | Ganslern                | SL    | Jean-Noël Augert     | Alain Penz           | Harald Rofner        |
| 29 gennaio 1971  | Megève               | Francia        |                         | DH    | Jean-Daniel Dätwyler | Bernard Orcel        | Walter Tresch        |
| 30 gennaio 1971  | Megève               | Francia        | Bettex                  | SL    | Jean-Noël Augert     | Gustav Thöni         | Christian Neureuther |
| 31 gennaio 1971  | Megève               | Francia        |                         | DH    | Bernhard Russi       | Franz Vogler         | Michel Dätwyler      |
| 7 febbraio 1971  | Mürren               | Svizzera       | Schiltgrat/Allmendhubel | SL    | Jean-Noël Augert     | Tyler Palmer         | Patrick Russel       |
| 13 febbraio 1971 | Mont-Sainte-Anne     | Canada         |                         | GS    | Bernhard Russi       | Edmund Bruggmann     | Werner Bleiner       |
| 14 febbraio 1971 | Mont-Sainte-Anne     | Canada         |                         | SL    | Patrick Russel       | Gustav Thöni         | Alain Penz           |
| 18 febbraio 1971 | Sugarloaf            | Stati Uniti    | Narrow Gauge            | DH    | Bernhard Russi       | Henri Duvillard      | Stefano Anzi         |
| 19 febbraio 1971 | Sugarloaf            | Stati Uniti    | Narrow Gauge            | DH    | Stefano Anzi         | Karl Cordin          | Gustav Thöni         |
| 21 febbraio 1971 | Sugarloaf            | Stati Uniti    |                         | GS    | Gustav Thöni         | Edmund Bruggmann     | Henri Duvillard      |
| 25 febbraio 1971 | Heavenly Valley      | Stati Uniti    | Gunbarrel               | SL    | Gustav Thöni         | Christian Neureuther | Tyler Palmer         |
| 27 febbraio 1971 | Heavenly Valley      | Stati Uniti    |                         | GS    | Gustav Thöni         | Henri Duvillard      | Sepp Heckelmiller    |
| 13 marzo 1971    | Åre                  | Svezia         |                         | GS    | David Zwilling       | Sepp Heckelmiller    | Patrick Russel       |
| 14 marzo 1971    | Åre                  | Svezia         |                         | SL    | Jean-Noël Augert     | Gustav Thöni         | Edmund Bruggmann     |

Legenda:

DH = discesa libera

GS = slalom gigante

SL = slalom speciale

### Classifiche

#### Generale

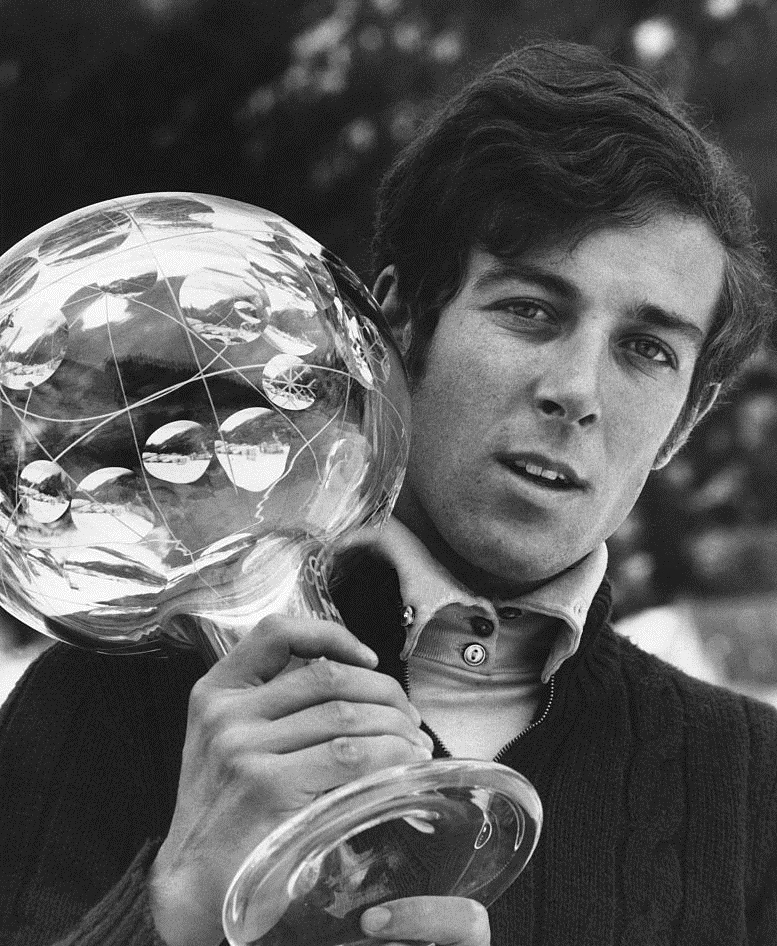
Gustav Thöni con la coppa di cristallo nel 1972

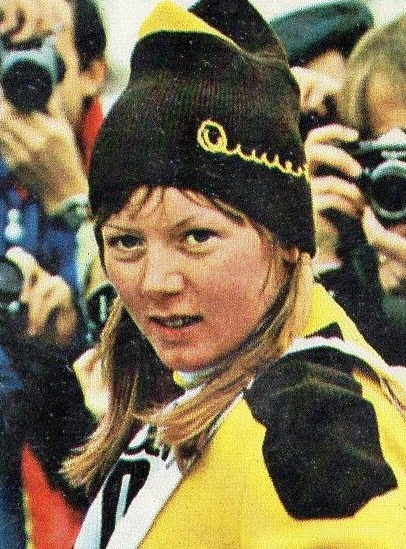
Annemarie Moser-Pröll nel 1972

| Pos. | Nome                 | Nazione        | Punti |
| ---- | -------------------- | -------------- | ----- |
| 1    | Gustav Thöni         | Italia         | 155   |
| 2    | Henri Duvillard      | Francia        | 135   |
| 3    | Patrick Russel       | Francia        | 125   |
| 4    | Jean-Noël Augert     | Francia        | 107   |
| 5    | Bernhard Russi       | Svizzera       | 95    |
| 6    | Edmund Bruggmann     | Svizzera       | 94    |
| 7    | David Zwilling       | Austria        | 86    |
| 8    | Christian Neureuther | Germania Ovest | 66    |
| 9    | Bernard Orcel        | Francia        | 63    |
| 10   | Tyler Palmer         | Stati Uniti    | 60    |

#### Discesa libera
| Pos. | Nome            | Nazione  | Punti |
| ---- | --------------- | -------- | ----- |
| 1    | Bernhard Russi  | Svizzera | 70    |
| 2    | Bernard Orcel   | Francia  | 60    |
| 3    | Karl Cordin     | Austria  | 56    |
| 4    | Henri Duvillard | Francia  | 53    |
| 5    | Walter Tresch   | Svizzera | 46    |

#### Slalom gigante
| Pos. | Nome             | Nazione  | Punti |
| ---- | ---------------- | -------- | ----- |
| 1    | Patrick Russel   | Francia  | 70    |
| 1    | Gustav Thöni     | Italia   | 70    |
| 3    | Edmund Bruggmann | Svizzera | 65    |
| 4    | Henri Duvillard  | Francia  | 60    |
| 5    | David Zwilling   | Austria  | 51    |

#### Slalom speciale
| Pos. | Nome             | Nazione     | Punti |
| ---- | ---------------- | ----------- | ----- |
| 1    | Jean-Noël Augert | Francia     | 75    |
| 2    | Gustav Thöni     | Italia      | 70    |
| 3    | Tyler Palmer     | Stati Uniti | 60    |
| 4    | Patrick Russel   | Francia     | 55    |
| 5    | Harald Rofner    | Austria     | 46    |

## Donne

### Risultati
| Data             | Località                | Nazione        | Pista                   | Spec. | Prima                 | Seconda               | Terza                 |
| ---------------- | ----------------------- | -------------- | ----------------------- | ----- | --------------------- | --------------------- | --------------------- |
| 12 dicembre 1970 | Bardonecchia            | Italia         | Melezet                 | DH    | Françoise Macchi      | Annemarie Moser-Pröll | Isabelle Mir          |
| 16 dicembre 1970 | Val-d'Isère             | Francia        | Solaise                 | SL    | Betsy Clifford        | Florence Steurer      | Wiltrud Drexel        |
| 19 dicembre 1970 | Val-d'Isère             | Francia        |                         | DH    | Isabelle Mir          | Wiltrud Drexel        | Michèle Jacot         |
| 4 gennaio 1971   | Maribor                 | Jugoslavia     | Habakuk                 | SL    | Annemarie Moser-Pröll | Bernadette Rauter     | Barbara Cochran       |
| 5 gennaio 1971   | Maribor                 | Jugoslavia     | Habakuk                 | GS    | Françoise Macchi      | Gertrud Gabl          | Annemarie Moser-Pröll |
| 8 gennaio 1971   | Oberstaufen             | Germania Ovest | Hündle                  | GS    | Michèle Jacot         | Britt Lafforgue       | Jocelyn Périllat      |
| 9 gennaio 1971   | Oberstaufen             | Germania Ovest | Hündle                  | SL    | Michèle Jacot         | Gertrud Gabl          | Jocelyn Périllat      |
| 14 gennaio 1971  | Grindelwald             | Svizzera       | Alphubel                | SL    | Britt Lafforgue       | Michèle Jacot         | Danièle Debernard     |
| 20 gennaio 1971  | Schruns                 | Austria        | Kapell                  | DH    | Michèle Jacot         | Françoise Macchi      | Wiltrud Drexel        |
| 21 gennaio 1971  | Schruns                 | Austria        |                         | SL    | Betsy Clifford        | Britt Lafforgue       | Wiltrud Drexel        |
| 28 gennaio 1971  | Pra Loup                | Francia        |                         | DH    | Wiltrud Drexel        | Annemarie Moser-Pröll | Jacqueline Rouvier    |
| 29 gennaio 1971  | Saint-Gervais-les-Bains | Francia        |                         | SL    | Annemarie Moser-Pröll | Barbara Cochran       | Rosi Mittermaier      |
| 4 febbraio 1971  | Mürren                  | Svizzera       | Schiltgrat/Allmendhubel | SL    | Britt Lafforgue       | Florence Steurer      | Danièle Debernard     |
| 12 febbraio 1971 | Mont-Sainte-Anne        | Canada         |                         | GS    | Isabelle Mir          | Jacqueline Rouvier    | Françoise Macchi      |
| 13 febbraio 1971 | Mont-Sainte-Anne        | Canada         |                         | SL    | Marilyn Cochran       | Barbara Cochran       | Wiltrud Drexel        |
| 18 febbraio 1971 | Sugarloaf               | Stati Uniti    | Narrow Gauge            | DH    | Annemarie Moser-Pröll | Jacqueline Rouvier    | Isabelle Mir          |
| 19 febbraio 1971 | Sugarloaf               | Stati Uniti    | Narrow Gauge            | DH    | Annemarie Moser-Pröll | Jacqueline Rouvier    | Annie Famose          |
| 20 febbraio 1971 | Sugarloaf               | Stati Uniti    |                         | GS    | Michèle Jacot         | Annemarie Moser-Pröll | Rosi Mittermaier      |
| 24 febbraio 1971 | Heavenly Valley         | Stati Uniti    |                         | SL    | Barbara Cochran       | Betsy Clifford        | Annemarie Moser-Pröll |
| 26 febbraio 1971 | Heavenly Valley         | Stati Uniti    |                         | GS    | Barbara Cochran       | Karen Budge           | Isabelle Mir          |
| 10 marzo 1971    | Abetone                 | Italia         |                         | GS    | Annemarie Moser-Pröll | Michèle Jacot         | Françoise Macchi      |
| 11 marzo 1971    | Abetone                 | Italia         |                         | GS    | Annemarie Moser-Pröll | Françoise Macchi      | Gertrud Gabl          |
| 14 marzo 1971    | Åre                     | Svezia         |                         | GS    | Annemarie Moser-Pröll | Marilyn Cochran       | Gertrud Gabl          |

Legenda:

DH = discesa libera

GS = slalom gigante

SL = slalom speciale

### Classifiche

#### Generale
| Pos. | Nome                  | Nazione     | Punti |
| ---- | --------------------- | ----------- | ----- |
| 1    | Annemarie Moser-Pröll | Austria     | 210   |
| 2    | Michèle Jacot         | Francia     | 177   |
| 3    | Isabelle Mir          | Francia     | 133   |
| 4    | Wiltrud Drexel        | Austria     | 124   |
| 5    | Françoise Macchi      | Francia     | 122   |
| 6    | Britt Lafforgue       | Francia     | 112   |
| 7    | Jacqueline Rouvier    | Francia     | 101   |
| 8    | Barbara Cochran       | Stati Uniti | 90    |
| 9    | Gertrud Gabl          | Austria     | 87    |
| 10   | Betsy Clifford        | Canada      | 76    |

#### Discesa libera
| Pos. | Nome                  | Nazione | Punti |
| ---- | --------------------- | ------- | ----- |
| 1    | Annemarie Moser-Pröll | Austria | 70    |
| 2    | Wiltrud Drexel        | Austria | 60    |
| 3    | Françoise Macchi      | Francia | 56    |
| 4    | Isabelle Mir          | Francia | 55    |
| 4    | Jacqueline Rouvier    | Francia | 55    |

#### Slalom gigante
| Pos. | Nome                  | Nazione | Punti |
| ---- | --------------------- | ------- | ----- |
| 1    | Annemarie Moser-Pröll | Austria | 75    |
| 2    | Michèle Jacot         | Francia | 70    |
| 3    | Françoise Macchi      | Francia | 60    |
| 4    | Gertrud Gabl          | Austria | 50    |
| 5    | Isabelle Mir          | Francia | 48    |

#### Slalom speciale
| Pos. | Nome                  | Nazione     | Punti |
| ---- | --------------------- | ----------- | ----- |
| 1    | Betsy Clifford        | Canada      | 70    |
| 1    | Britt Lafforgue       | Francia     | 70    |
| 3    | Barbara Cochran       | Stati Uniti | 65    |
| 3    | Annemarie Moser-Pröll | Austria     | 65    |
| 5    | Michèle Jacot         | Francia     | 56    |